# Adelin Pîrcălabu
Adelin Shiva Pîrcălabu (sinh ngày 1 tháng 5 năm 1996) là một cầu thủ bóng đá người România thi đấu ở vị trí tiền vệ cho Voluntari.